# 吉田おさみ
吉田 おさみ（よしだ おさみ、1931年1月2日 – 1984年11月1日）は、臨床心理学批判の研究者。奈良市出身。

## 「精神病」者の活動
友の会（1973年5月設立）。
全国「精神病」者集団（1974年5月結成）。

## 著作物等
◆「“きちがい”にとって“なおる”とは：「される側」の論理」、『臨床心理学研究』、14(1)、1976：26-31. 
◆「“病識欠如”の意味するもの：患者の立場から」、『臨床心理学研究』、13(3)、1976：113-117. 
◆「狂気・正気の連続-不連続性について：“妄想”体験から」『臨床心理学研究』、15(2)、1977：20-25. 
◆「＜発題Ⅰ＞患者の立場からの発題（＜シンポジュウムⅡ＞治すということ：心理治療をめぐって（発題部分））」、『臨床心理学研究』、14(3)、 1977：36-41. 
◆「現存在分析論の「精神障害」観について」『臨床心理学研究』15(1)、1977：32-37. 
◆「運営委員会に質問する」『臨床心理学研究』、16(2)、1978：45-46. 
◆「治療的要請と面会の自由」、『臨床心理学研究』、16(1)、1978：57-63. 
◆「岡林春雄（臨心研15.2.）に抗議する」、『臨床心理学研究』、15(4)、1978：94-95. 
◆「“患者”の“甘えと反抗”：対等関係をめざして」、『臨床心理学研究』、16(4)、1979：70-78. 
◆「宮崎忠男さんの疑問（17巻1号）に答えて」、『臨床心理学研究』、17(2)、1979：50-52. 
◆「『精神障害者福祉法案』批判」、『臨床心理学研究』、18(3)、1980：96-99. 
◆「監獄法改『正』と精神医療」、『臨床心理学研究』、17(3･4)、1980：120-125. 
◆「第4回 刑法理論の動向と保安処分：“病”者の立場から」、『臨床心理学研究』、19(2)、1981：58-68. 
◆「“人間科学”について」、『臨床心理学研究』、18(4)、1981：134. 
◆「国障年思想を超えて：「病」者の立場から」、『臨床心理学研究』、19(3)、1982：38-42.

●吉田おさみ氏を悼む特集

◆山下栄一「吉田おさみさんの解放思想に学ぶ」、『臨床心理学研究』、23(1)、1985：2-5. 
◆大野萠子「差別社会の中の戦死」、『臨床心理学研究』、23(1)、1985：5-6. 
◆渡辺雄三「吉田おさみさんのこと」、『臨床心理学研究』23(1)、1985：6. 
◆菅原ぺて呂「共有の地点」、『臨床心理学研究』、23(1)、1985：6-8. 
◆香川悟「吉田おさみ氏の晩年の思想に関して」、『臨床心理学研究』、23(1)、1985：8-9. 
◆青木照武「否定の哲学」、『臨床心理学研究』、23(1)、1985：9-11. 
◆赤松晶子「対等関係を求めて：吉田おさみ氏の批判にこたえ今なお語り合いたい」、『臨床心理学研究』、23(1)、1985：11-16.
●吉田氏論稿に言及しているもの
◆岡林春雄「＜書評Ⅲ＞全障連結成大会報告集（全国障害者解放運動連絡会議編）」、『臨床心理学研究』、15(2)、1977：97-98. 　→論文15(4)にこれに対する吉田氏抗議
◆日本臨床心理学会第二期運営委員会「第二期運営委員会総括」、『臨床心理学研究』、15(3)、1977：20-31 　→論文16(2)吉田氏（上記）の疑問へ 
◆渡辺雄三「＜発題１＞治すということ：吉田おさみさんとの「対話」を通して（＜シンポⅡ＞「治療」観の再検討：かかわりあいの現実をふまえて（発題要旨））」、『臨床心理学研究』、15(3)、1977：9-10. 
◆「＜シンポジュウムⅡ＞治すということ：心理治療をめぐって（討論部分）」、『臨床心理学研究』、14(3)、1977：56-74. 　→吉田氏参加の討論会報告 
◆岡林春雄「泡沫（うたかた）」、『臨床心理学研究』、15(4)、1978：96-99. 　→15(4)吉田氏論文（上記）に対する文章 
◆日本臨床心理学会第三期運営委員会委員長佐藤和喜雄「吉田おさみ氏の「質問」にこたえて：第二期運営委員会総括の自己批判的点検及び我々の姿勢の再確認」、『臨床心理学研究』、16(2)、1978：47-50. 　→16(2)吉田氏（上記）の疑問に対して 
◆宮崎忠男「吉田論文（16巻4号）を読んで」、『臨床心理学研究』、17(1)、1979：99-103. 　→吉田氏論文（上記）への疑問 
◆渡辺雄三「吉田おさみ著『“狂気”からの反撃：精神医療解体運動への視点』書評」、『臨床心理学研究』、18(4)、1981：136-137. 
◆佐藤和喜雄「＜書評１＞「『精神障害者』の解放と連帯」（吉田おさみ著 新泉社）を読む」、『臨床心理学研究』、22(1)、1984：60-62. 
◆奥村 直史　19851125　「「狂気」のもつ意味――吉田おさみの「狂気」論に学ぶ」，日本臨床心理学会編［1985:170-186］＊＊日本臨床心理学会 編　19851125　『心理治療を問う』，現代書館，446p.